# 廣州市執信南路小學
广州市执信南路小学，

原名广州市竹丝岗小学。于1972年创办于广州市越秀区农林街道竹丝岗三马路11号，直属于越秀区教育局。1996年后更改为现名。

## 学校荣誉
- 广州市市一级学校
- 广州市绿色学校
- 广州市第十届学校合唱节越秀区市一级学校特等奖
- 广州市第十届学校合唱节一等奖
- 越秀区教育科研先进单位
- 越秀区校本培训先进单位
- 广东省“口语交际与综合性学习”课题研究工作优秀实验学校
- 中国教育学会“十一五”科研重点课题“‘启发研究型’教学系统及创新教学研究课题”实验学校
- 广州市中小学生读书用报先进单位

## 学校校长
- 林礼清(2006.7-)
- 王嘉嘉(2000-2006.7)

## 事件
- 2010年7月9日，广州《羊城晚报》刊登一篇题为“越秀区执信南路小学要求学生不管是上课还是课余时间，都要讲普通话”的新闻报道，称该校校长极力推行普通话教育，并在校园内形成一条“不成文”的规矩：学生要求上课要讲普通话，在课余时间与同学聊天、玩乐时也要讲普通话并且让学生互相监督。该校的口号是力争让普通话成为“校园的语言”。此举在互联网上引起巨大反响，有网友称这是继广州政协委员建议将广州电视台综合频道或新闻频道以粤语为基础播音用语改为以普通话为基本播音用语后，又一挑衅广州本土文化底线的做法。